# Paul Giamatti
Paul Edward Valentine Giamatti (New Haven, Connecticut, 6 de junio de 1967) es un actor y comediante estadounidense. Comenzó su carrera como actor secundario durante los años 1990 en producciones como Private Parts, The Truman Show, Saving Private Ryan, El negociador y Man on the Moon, antes de conseguir papeles como protagonista durante los años 2000 en películas como American Splendor, Entre copas, Cinderella Man, John Adams, Lady in the Water y Cold Souls. Durante su carrera ha sido nominado a dos Óscar y ha ganado tres Globo de Oro.

## Primeros años
Giamatti nació en New Haven, Connecticut. Es hijo de Angelo Barlett Giamatti rector de la universidad Yale y comisario de las Grandes Ligas de Béisbol. Su madre, Toni Marilyn (Smith; apellido de soltera), era ama de casa y profesora de inglés, previamente también había actuado. Su madre era de ascendencia irlandesa; y su abuelo paterno, Valentine Giamatti, era de ascendencia italiana, con ancestros de Telese Terme; y su abuela paterna, Mary Claybaugh Walton, era de una familia de Nueva Inglaterra.
Giamatti es el menor de tres hermanos. Su hermano, Marcus, también es actor, y su hermana, Elena, es diseñadora de joyas. Asistió a la primaria Foote School y se graduó en Choate Rosemary Hall en 1985. Luego asistió a la Universidad Yale y estudió actuación junto a los actores Ron Livingston y Edward Norton, que también estudiaban en Yale. En 1989 se graduó en Yale con un título en filología inglesa. Más tarde consiguió un grado del Yale School of Drama, donde estudió actuación con Earle R. Gister. Trabajó en varias producciones teatrales (incluyendo en Broadway) antes de aparecer en televisión y cine a principios de 1990.

## Carrera cinematográfica
Antes de empezar su carrera como actor de cine, Giamatti actuó en numerosas representaciones teatrales, entre ellas, algunas en Broadway. Asimismo interpretó pequeños papeles en televisión y en el cine a principios de los años 1990 (camarero en La boda de mi mejor amigo).
El primer papel de relevancia lo obtuvo en la película Private Parts. A continuación, durante el año 1998, también como actor secundario, apareció en The Truman Show, Saving Private Ryan y El negociador. En 1999 apareció en Man on the Moon. Giamatti continuó actuando en superproducciones como Big Momma's House (2000) y en la versión El planeta de los simios (2001), además de coprotagonizar Big Fat Liar (2002) y Paycheck (2003). También ha participado en otro tipo de proyectos, como en la cinta Entre copas (2004) y American Splendor (2003). En 2006 protagonizó la película de M. Night Shyamalan Lady in the Water, y participó en la película de animación The Ant Bully, además de actuar en El ilusionista, junto a Edward Norton. También interpretó al antagonista de Shoot 'Em Up (2007), junto a Clive Owen y Monica Bellucci. En 2011 apareció en The Hangover Part II, en el papel de Kingsley.
Giamatti ha comentado que a menudo interpreta personajes judíos con marcado sesgo intelectual, pero que casi nunca le ofrecen personajes ítaloestadounidenses. En 2013 participó del capítulo especial de Navidad de la serie Downton Abbey, en el papel de Harold Levinson, hijo del personaje interpretado por Shirley MacLain, Martha Levinson. En 2014 interpretó al antagonista Rhino en The Amazing Spider-Man 2: Rise of Electro. En 2015 interpretó el papel de Jerry Heller en la película biográfica Straight Outta Compton del grupo de gangsta rap N.W.A.

## Vida personal
Giamatti estuvo casado con la productora y directora cinematográfica Elizabeth Ora Cohen desde octubre de 1997 hasta su divorcio (no se ha revelado públicamente la fecha exacta). Tienen un hijo, Samuel Paul Giamatti (nacido en 2001).
En 2007, Giamatti reveló que, aunque se identifica como ateo, su esposa Cohen es judía y que estaban criando a su hijo siguiendo las tradiciones judías.
A principios de 2024, Giamatti oficializó su relación con la actriz Clara Wong en la alfombra roja del Festival Internacional de Cine de Palm Springs en Palm Springs, California. 
Unos días después, ganó el premio a la mejor interpretación de un actor masculino en una película musical o de comedia por su papel en The Holdovers, durante la 81.ª edición de los Globos de Oro, celebrada el 7 de enero de 2024 en el Beverly Hilton Hotel de Beverly Hills, California. En su discurso de aceptación, agradeció, entre otros, al director Alexander Payne, a Wong y a su hijo Samuel Giamatti, quien recientemente se graduó de la universidad.
Aunque no está claro cuándo empezaron a salir Wong y Giamatti, es posible que su relación haya comenzado en el set de la serie Billions. Wong hizo varias apariciones en el drama de Showtime protagonizado por Giamatti entre 2016 y 2023.

## Filmografía
| Año  | Título                                    | Rol                                     | Notas                           |
| ---- | ----------------------------------------- | --------------------------------------- | ------------------------------- |
| 1991 | Past Midnight                             | Larry Canipe                            |                                 |
| 1992 | Singles                                   | Besador                                 |                                 |
| 1995 | Poderosa Afrodita                         | Investigador de la Asociación de Extras |                                 |
| 1995 | Sabrina                                   | Scott                                   |                                 |
| 1996 | Breathing Room                            | George                                  |                                 |
| 1996 | Antes y después                           | Miembro del jurado                      | Sin acreditar                   |
| 1997 | Arresting Gena                            | Detective Wilson                        |                                 |
| 1997 | Donnie Brasco                             | Técnico del FBI                         |                                 |
| 1997 | Private Parts                             | Kenny "Vómito de cerdo" Rushton         |                                 |
| 1997 | La boda de mi mejor amigo                 | Richard el portero                      |                                 |
| 1997 | Deconstructing Harry                      | Profesor Abbot                          |                                 |
| 1997 | A Further Gesture                         | Empleado del hotel                      |                                 |
| 1998 | The Truman Show                           | Director de la habitación de control    |                                 |
| 1998 | Dr. Dolittle                              | Blaine                                  |                                 |
| 1998 | Salvar al soldado Ryan                    | Sargento Hill                           |                                 |
| 1998 | Safe Men                                  | Veal Chop                               |                                 |
| 1999 | Cradle Will Rock                          | Carlo                                   |                                 |
| 1999 | Man on the Moon                           | Bob Zmuda / Tony Clifton                |                                 |
| 1999 | El negociador                             | Rudy Timmons                            |                                 |
| 2000 | If These Walls Could Talk 2               | Ted Hedley                              | Segmento: "1961"                |
| 2000 | Big Momma's House                         | John Maxwell                            |                                 |
| 2001 | A dúo                                     | Todd Woods                              |                                 |
| 2001 | Storytelling                              | Toby Oxman                              | Segmento: "Non-Fiction"         |
| 2001 | El planeta de los simios                  | Limbo                                   |                                 |
| 2002 | Big Fat Liar                              | Marty Wolf                              |                                 |
| 2002 | Thunderpants                              | Johnson J. Johnson                      |                                 |
| 2003 | American Splendor                         | Harvey Pekar                            |                                 |
| 2003 | Paycheck                                  | Shorty                                  |                                 |
| 2003 | Confidence                                | Gordo                                   |                                 |
| 2004 | Sideways                                  | Miles Raymond                           |                                 |
| 2005 | Robots                                    | Tim, el guardia de la puerta            | Voz                             |
| 2005 | The Fan and the Flower                    | Narrador                                | Voz Cortometraje                |
| 2005 | Cinderella Man                            | Joe Gould                               |                                 |
| 2006 | Asterix and the Vikings                   | Asterix                                 | Doblaje al inglés               |
| 2006 | The Hawk Is Dying                         | George Gattling                         |                                 |
| 2006 | El ilusionista                            | Inspector Uhl                           |                                 |
| 2006 | Lady in the Water                         | Cleveland Heep                          |                                 |
| 2006 | The Ant Bully                             | Stan Beals                              | Voz                             |
| 2007 | The Nanny Diaries                         | Mr. X                                   |                                 |
| 2007 | Shoot 'Em Up                              | Karl Hertz                              |                                 |
| 2007 | Fred Claus                                | Nicholas "Nick" Claus                   |                                 |
| 2008 | Pretty Bird                               | Rick                                    | También productor               |
| 2009 | Duplicity                                 | Richard "Dick" Garsik                   |                                 |
| 2009 | Cold Souls                                | Paul                                    |                                 |
| 2009 | The Haunted World of El Superbeasto       | Dr. Satan                               | Voz                             |
| 2009 | The Last Station                          | Vladimir Chertkov                       |                                 |
| 2010 | Barney's Version                          | Barney Panofsky                         |                                 |
| 2011 | Win Win                                   | Mike Flaherty                           |                                 |
| 2011 | Ironclad                                  | Rey John                                |                                 |
| 2011 | Resacón 2: Ahora en Tailandia             | Kingsley                                |                                 |
| 2011 | The Ides of March                         | Tom Duffy                               |                                 |
| 2012 | La era del Rock                           | Paul Gill                               |                                 |
| 2012 | Cosmopolis                                | Benno Levin                             |                                 |
| 2012 | John Dies at the End                      | Arnie Blondestone                       | También productor               |
| 2013 | Turbo                                     | Chet                                    | Voz                             |
| 2013 | The Congress                              | Dr. Baker                               |                                 |
| 2013 | Romeo y Julieta                           | Fray Lorenzo                            |                                 |
| 2013 | Parkland                                  | Abraham Zapruder                        |                                 |
| 2013 | 12 Years a Slave                          | Theophilus Freeman                      |                                 |
| 2013 | All Is Bright                             | Dennis                                  | También productor               |
| 2013 | Saving Mr. Banks                          | Ralph                                   |                                 |
| 2014 | Ernest & Celestine                        | Rat Judge                               | Doblaje al inglés               |
| 2014 | The Amazing Spider-Man 2: Rise of Electro | Aleksei Sytsevich / Rhino (cameo)       |                                 |
| 2014 | Love and Mercy                            | Dr. Eugene Landy                        |                                 |
| 2014 | Madame Bovary                             | Monsieur Homais                         |                                 |
| 2014 | The Little Prince                         | Maestro                                 | Voz                             |
| 2015 | Straight Outta Compton                    | Jerry Heller                            |                                 |
| 2015 | San Andreas                               | Prof. Lawrence Hayes                    |                                 |
| 2016 | Morgan                                    | Dr. Alan Shapiro                        |                                 |
| 2016 | Billions                                  | Charles "Chuck" Rhoades Jr.             | 1 de enero de 2016 - actualidad |
| 2018 | Vida privada                              | Richard                                 |                                 |
| 2018 | The Goon                                  | Frankie                                 | Voz                             |
| 2018 | Colmillo blanco                           | Beauty Smith                            | Voz                             |
| 2020 | The Catcher Was a Spy                     | Samuel Goudsmit                         |                                 |
| 2021 | Jungle Cruise                             | Nilo Nemolato                           |                                 |
| 2021 | Gunpowder Milkshake                       | Nathan                                  |                                 |
| 2023 | Los que se quedan                         | Paul Hunham                             |                                 |

## Premios y nominaciones

### Oscar
| Año  | Categoría              | Película       | Resultado |
| ---- | ---------------------- | -------------- | --------- |
| 2006 | Mejor actor de reparto | Cinderella Man | Nominado  |
| 2024 | Mejor actor            | The Holdovers  | Nominado  |

### Globos de Oro
| Año  | Categoría                                                | Título           | Resultado |
| ---- | -------------------------------------------------------- | ---------------- | --------- |
| 2024 | Mejor interpretación en una película – Comedia o musical | The Holdovers    | Ganador   |
| 2012 | Mejor actor de reparto de serie, miniserie o telefilme   | Too Big To Fail  | Nominado  |
| 2011 | Mejor actor - Comedia o musical                          | Barney's Version | Ganador   |
| 2009 | Mejor actor - Miniserie o telefilme                      | John Adams       | Ganador   |
| 2006 | Mejor actor de reparto                                   | Cinderella Man   | Nominado  |
| 2005 | Mejor actor - Comedia o musical                          | Entre copas      | Nominado  |

### Premios del Sindicato de Actores
| Año  | Categoría                                         | Título                 | Resultado |
| ---- | ------------------------------------------------- | ---------------------- | --------- |
| 2015 | Mejor reparto                                     | Straight Outta Compton | Nominado  |
| 2013 | Mejor reparto                                     | 12 Years a Slave       | Nominado  |
| 2012 | Mejor actor de televisión - Miniserie o telefilme | Too Big To Fail        | Ganador   |
| 2008 | Mejor actor de televisión - Miniserie o telefilme | John Adams             | Ganador   |
| 2005 | Mejor actor de reparto                            | Cinderella Man         | Ganador   |
| 2004 | Mejor reparto                                     | Entre copas            | Ganador   |
| 2004 | Mejor actor                                       | Entre copas            | Nominado  |

### Premios Critics Choice
| Año  | Categoría              | Película               | Resultado |
| ---- | ---------------------- | ---------------------- | --------- |
| 2015 | Mejor reparto          | Straight Outta Compton | Nominado  |
| 2013 | Mejor reparto          | 12 Years a Slave       | Nominado  |
| 2011 | Mejor reparto          | The Ides of March      | Nominado  |
| 2005 | Mejor actor de reparto | Cinderella Man         | Ganador   |
| 2004 | Mejor reparto          | Entre copas            | Ganador   |
| 2004 | Mejor actor            | Entre copas            | Nominado  |

### Independent Spirit Awards
| Año  | Categoría   | Película          | Resultado |
| ---- | ----------- | ----------------- | --------- |
| 2004 | Mejor actor | Entre copas       | Ganador   |
| 2003 | Mejor actor | American Splendor | Nominado  |

### Premios Primetime Emmy
| Año  | Categoría                               | Título             | Resultado |
| ---- | --------------------------------------- | ------------------ | --------- |
| 2015 | Mejor actor invitado - Serie de comedia | Inside Amy Schumer | Nominado  |
| 2013 | Mejor actor invitado - Serie dramática  | Downton Abbey      | Nominado  |
| 2011 | Mejor actor - Miniserie o telefilme     | Too Big To Fail    | Nominado  |
| 2008 | Mejor actor - Miniserie o telefilme     | John Adams         | Ganador   |

### Otros premios
| Año  | Premio                                                            | Categoría                                 | Título            | Resultado |
| ---- | ----------------------------------------------------------------- | ----------------------------------------- | ----------------- | --------- |
| 2013 | Annie Award                                                       | Mejor actuación de voz                    | Turbo             | Nominado  |
| 2013 | Black Reel Award                                                  | Mejor reparto                             | 12 Years a Slave  | Ganador   |
| 2013 | San Diego Film Critics Society Award                              | Mejor reparto                             | 12 Years a Slave  | Nominado  |
| 2013 | Washington D. C. Area Film Critics Association Award              | Mejor reparto                             | 12 Years a Slave  | Nominado  |
| 2011 | Indiana Film Critics Association Award                            | Mejor actor                               | Win Win           | Ganador   |
| 2010 | Premios Genie                                                     | Mejor actor                               | Barney's Version  | Ganador   |
| 2009 | Gotham Award                                                      | Mejor reparto                             | Cold Souls        | Nominado  |
| 2009 | Karlovy Vary International Film Festival                          | Mejor actor                               | Cold Souls        | Ganador   |
| 2005 | Boston Society of Film Critics Award                              | Mejor actor de reparto                    | Cinderella Man    | Ganador   |
| 2005 | Chicago Film Critics Association Award                            | Mejor actor de reparto                    | Cinderella Man    | Nominado  |
| 2005 | Florida Film Critics Circle Award                                 | Mejor actor de reparto                    | Cinderella Man    | Ganador   |
| 2005 | Kansas City Film Critics Circle Award                             | Mejor actor de reparto                    | Cinderella Man    | Ganador   |
| 2005 | Online Film Critics Society Award                                 | Mejor actor de reparto                    | Cinderella Man    | Nominado  |
| 2005 | 50.ª Premios Sant Jordi                                           | Mejor actor en película extranjera        | Cinderella Man    | Ganador   |
| 2005 | Southeastern Film Critics Association Award                       | Mejor actor de reparto                    | Cinderella Man    | Ganador   |
| 2005 | Toronto Film Critics Association Award                            | Mejor actor de reparto                    | Cinderella Man    | Ganador   |
| 2005 | Washington D. C. Area Film Critics Association Award              | Mejor actor de reparto                    | Cinderella Man    | Ganador   |
| 2004 | Boston Society of Film Critics Award                              | Mejor reparto                             | Entre copas       | Ganador   |
| 2004 | Chicago Film Critics Association Award                            | Mejor actor                               | Entre copas       | Ganador   |
| 2004 | Premios Chlotrudis                                                | Mejor actor                               | Entre copas       | Nominado  |
| 2004 | Comedy Film Honor                                                 | Mejor actor                               | Entre copas       | Ganador   |
| 2004 | Premios de la Asociación de Críticos de Cine de Dallas-Fort Worth | Mejor actor                               | Entre copas       | Ganador   |
| 2004 | London Film Critics' Circle Awards                                | Actor del año                             | Entre copas       | Nominado  |
| 2004 | New York Film Critics Circle Awards                               | Mejor actor                               | Entre copas       | Ganador   |
| 2004 | Online Film Critics Society Award                                 | Mejor actor                               | Entre copas       | Ganador   |
| 2004 | Phoenix Film Critics Society Award                                | Mejor reparto                             | Entre copas       | Ganador   |
| 2004 | San Francisco Film Critics Circle Awards                          | Mejor reparto                             | Entre copas       | Ganador   |
| 2004 | Sant Jordi Award                                                  | Mejor actor extranjero                    | Entre copas       | Ganador   |
| 2004 | Premios Satellite                                                 | Mejor actor - musical o comedia           | Entre copas       | Nominado  |
| 2004 | Toronto Film Critics Association Awards                           | Mejor actor                               | Entre copas       | Ganador   |
| 2003 | Chicago Film Critics Association Award                            | Mejor actor                               | American Splendor | Nominado  |
| 2003 | Premios Chlotrudis                                                | Mejor actor                               | American Splendor | Nominado  |
| 2003 | Premios de la Asociación de Críticos de Cine de Dallas-Fort Worth | Mejor actor                               | American Splendor | Nominado  |
| 2003 | National Board of Review of Motion Pictures Award                 | Best Breakthrough Performance by an Actor | American Splendor | Ganador   |
| 2003 | Online Film Critics Society Award                                 | Mejor actor                               | American Splendor | Nominado  |
| 2003 | Phoenix Film Critics Society Award                                | Mejor actor                               | American Splendor | Nominado  |
| 2003 | Sant Jordi Award                                                  | Mejor actor extranjero                    | American Splendor | Ganador   |
| 2003 | Premios Satellite                                                 | Mejor actor - musical o comedia           | American Splendor | Nominado  |
| 2000 | Blockbuster Entertainment Award                                   | Actor de reparto favorito - comedia       | Big Momma's House | Nominado  |